# Araneus legonensis
Araneus legonensis este o specie de păianjeni din genul Araneus, familia Araneidae, descrisă de Manfred Grasshoff și Edmunds, 1979.
Este endemică în Ghana. Conform Catalogue of Life specia Araneus legonensis nu are subspecii cunoscute.